# WWE RAW
A WWE Raw egy profi pankrációs TV műsor, amely minden hétfő este élőben látható a Netflix -en(USA). A show 1993. január 11-én indult és azóta ez a WWE zászlóshajója. A WWE Raw 2000-ben költözött a TNN-re majd 2003-ban a Spike TV-re. 2005. október 3-án a műsor visszatért a USA Network-re, ahol 2024 év végéig volt látható, 2025-től át költözött a Netflix-re.
Az első adás óta 208 különböző arénából, 171 városból és 10 különböző országból(USA, Kanada, Egyesült Királyság, Afganisztán, Irak, Dél-afrikai Köztársaság, Németország, Japán, Olaszország és Mexikó) sugározták az adást élőben. Az ezredik adás óta az kettő órás műsoridőt megnövelték háromra.Magyarországon több év kihagyást követően 2019.szeptember 11-e óta a Network 4 Csoport magyarországi tagja a Galaxy 4 közvetítette felvételről egyhetes csúszással a megjelenő epizódhoz képest. Majd 2024 Január-ától a NET4+ streaming felületen élőben adtak minden epizódot. 2025-től pedig Magyarországon is a Netflix-en látható élőben magyar idő szerint kedd hajnalban.

## Történelem

### Kommentátor(ok)
Booker T - RAW kommentátor, Hall of Famer.
Michael Cole - RAW, SmackDown és PPV kommentátor.
John "Bradshaw" Layfield - RAW, SmackDown és PPV kommentátor, The JBL Show műsorvezetője.

### Konferanszié(k)
Lilian Garcia - RAW és PPV konferanszié.

### Riporter(ek)
Eden Stiles - RAW és PPV riporter.

## Főcímdalok
- "Monday Night Raw" - Jim Johnston (1993 – 1996)
- "Raw" - Jim Johnston (1993 – 1995)
- "I Like it Raw" - Jim Johnston (1995)
- "The Beautiful People - Marilyn Manson (1997)
- "Thorn In Your Eye" - Anthrax (1997 – 2002. március 25.)
- "Were All Together Now" - Anthrax (1997 – 2002. március 25.)
- "Across the Nation" - The Union Underground (2002. április 1. – 2006. október 2.)
- "To Be Loved" - Papa Roach (2006. október 6. – 2009. november 9.)
- "Burn It to the Ground" - Nickleback 2009. november 16. – 2012. július 16.)
- "The Night" - CFO$ (2012. július 23. – 2014. augusztus 11.)
- "The Night 2014 Remix" - CFO$ (2014. augusztus 18. – napjainkig)

## Fordítás
Ez a szócikk részben vagy egészben  a   WWE Raw című angol Wikipédia-szócikk ezen változatának fordításán alapul.  Az eredeti cikk szerkesztőit annak laptörténete sorolja fel. Ez a jelzés csupán a megfogalmazás eredetét és a szerzői jogokat jelzi, nem szolgál a cikkben szereplő információk forrásmegjelöléseként.